# Philip McGowan
Philip James Kevin McGowan (* 6. März 1964 in Milnthorpe, Cumbria) ist ein britischer Ornithologe. Sein Forschungsschwerpunkt sind die Hühnervögel, insbesondere die Fasanenartigen.

## Leben
1983 nahm McGowan am Himachal Wildlife Project im Himalaya teil. 1985 folgte eine Himalaya-Expedition der Universitäten Newcastle und Aberdeen und 1987 eine Philippinen-Expedition der Newcastle University. 1987 graduierte er in den Bereichen Tier- und Pflanzenbiologie zum Bachelor of Science an der Newcastle University. 1992 promovierte er mit einer Doktorarbeit über die Sozialorganisation des Malaienpfaufasans (Polyplectron malacense) zum Ph.D. an der Open University in Milton Keynes. Anschließend forschte er dort für ein Jahr als Post-Doktorand. Von 1991 bis 1996 war er Mitglied im Wissenschaftlichen Beirat der World Pheasant Association (WPA). Von 1992 bis 1993 war er Naturschutzbeauftragter, von 2001 bis 2005 Naturschutzdirektor und von 2005 bis 2012 war er Direktor dieser Organisation. 1994 wurde er in das Führungsgremium der WPA gewählt. Von 2002 bis 2012 war er für die Galliformes Specialist Group der IUCN Species Survival Commission als Programmkoordinator tätig. Seit 2013 ist er leitender Dozent für Naturschutz und Biodiversität an der School of Biology der Newcastle University; seit 2015 ist er stellvertretender Direktor des Institute for Sustainability an derselben Universität. Ferner ist McGowan Mitglied in mehreren Organisationen und Gruppen, darunter BirdLife International, Species Survival Commission, Partridge Quail and Francolin Specialist Group (seit 1992), Pheasant Specialist Group (seit 1993), Megapode Specialist Group (seit 1992), American Ornithologists’ Union, Oriental Bird Club und in der Society of Conservation Biology.
McGowan arbeitet seit den 1990er Jahren als internationaler Berater und Artenschützer. Er betrieb Feldstudien über gefährdete und vom Aussterben bedrohte Hühnervögel in Asien, Afrika und Südamerika, wobei Indien, Nepal, China und Brasilien einen Studienschwerpunkt bildeten. Projekte, an denen McGowan beteiligt war, umfassten das Brunei Rainforest Project der Universiti Brunei Darussalam im Jahr 1992, die Artenschutzprüfung von Hühnervögeln im Zeitraum zwischen 1992 und 1993, eine Studie über die Lebensraumnutzung des Sumpffrankolins in Indien (1993) sowie die Identifikation von Schlüsselbereichen hinsichtlich des Schutzes von asiatischen Hühnervögeln (1994).
McGowan schrieb zahlreiche wissenschaftliche Artikel, meist über die Fasanenartigen, in Journalen wie dem Bulletin of the British Ornithologists’ Club, Forktail, Journal of Tropical Ecology und dem Journal of the World Pheasant Association. 1994 verfasste er das Kapitel über die Familie der Fasanenartigen (Phasianidae) im Handbook of the Birds of the World.

## Werke (Auswahl)
- Newcastle University Philippine Expedition, 1987: Final Report, University of Newcastle upon Tyne, 1989
- Ecology of the Malaysian Peacock Pheasant: WWF (Malaysia) Project Numbers 136/88 and 197/91 : Summary Report, WWF Malaysia, 1991
- Megapodes: An Action Plan for Their Conservation 1995–1999 – SSC species action plans.  Species Survival Commission, 1995
- Pheasants: Status Survey and Conservation Action Plan 1995–1999 – SSC species action plans. Species Survival Commission, 1996
- Atlas of Rare Pheasants: Volume 1. Palawan Press Ltd, 1997
- Galliformes 2000: Proceedings of the 2nd International Galliformes Symposium, Kathmandu, and Royal Chitwan National Park, Nepal, 24th September – 1st October, 2000
- Partridges, Quails, Francolins, Snowcocks, Guineafowl and Turkeys – Status Survey and Conservation Action Plan 2000–2004. WPA/BirdLife/SSC Partridge, Quail, and Francolin Specialist Group, 2000
- Pheasants, Partridges and Grouse: A Guide to the Pheasants, Partridges, Quails, Grouse, Guineafowl, Buttonquails and Sandgrouse of the World, Christopher Helm, 2002
- Action Plan for the Conservation of the Red-billed Curassow Crax Blumengachii: A Flagship Species for the Brazilian Atlantic Forest, World Pheasant Association, 2005
- Pheasants, Partridges & Grouse: Including buttonquails, sandgrouse and allies, Christopher Helm, 2010